# Frédéric Henri Strube de Piermont
Frédéric Henri Strube de Piermont, auch Friedrich Heinrich Strube de Piermont (russisch Фридрих Генрих Штрубе де Пирмонт, * 1704 in Springe; † 1776) war ein deutsch-russischer Rechtswissenschaftler, Historiker und Diplomat.

## Leben
Strube de Piermont studierte an den Universitäten in Halle und Helmstedt. Nach Abschluss des Studiums war er zunächst im diplomatischen Dienst in Wien, London und Polen tätig und kam in den 1730er Jahren nach Russland, wo er bei Ernst Johann von Biron, der zu dieser Zeit in Diensten der Kaiserin Anna stand, Sekretär war. 1732 wurde sein erstes Werk in französischer Sprache L’examen des réflexions d’un patriote allemand au sujet de la garantie de la pragmatique imperial veröffentlicht. 1733 folgte seine Schrift La réponse à la lettre de l’auteur des réflexions d’un patriote allemand impartial. Aufgrund dieser Veröffentlichungen und wegen seiner Stellung als Sekretär von Biron wurde er 1738 als Mitglied in die Kaiserliche Akademie der Wissenschaften aufgenommen und zugleich zum Professor für Recht und Politik an der Akademie ernannt. 1741 ging er erneut in den diplomatischen Dienst als Sekretär des Grafen Pjotr Grigorjewitsch Tschernyschow nach Kopenhagen und von dort 1743 nach Berlin, wo er bis 1746 blieb. Nach seiner Rückkehr nach Sankt Petersburg war er von Juli 1746 bis März 1749 Konferenzsekretär der Kaiserlichen Akademie. In dieser Funktion war er mit verschiedenen administrativen und wissenschaftlichen Aufgaben betraut. Christian Nicolaus von Winsheim übernahm im März 1749 von ihm die Stelle des Konferenzsekretärs. 
An der Akademie arbeitete Strube de Piermont auch mit Lomonossow zusammen, so wurde er mit der Übersetzung dessen „Lobrede auf Peter den Großen“ ins Französische betraut. Er beschäftigte sich zunehmend mit historischen Fragen und hielt im September 1756 eine Rede, in der er die Ergebnisse seiner Untersuchungen zur Geschichte der russischen Gesetzgebung darlegte. Aufgrund von Differenzen über die Herausgabe französischer Publikationen der Akademie wurde er 1757 entlassen. Er arbeitete anschließend als Berater des Kollegiums für auswärtige Angelegenheiten und forschte außerhalb der Kaiserlichen Akademie zu literarischen und wissenschaftlichen Themen. 1760 veröffentlichte er seine Lettres russiennes, in denen er sich mit dem politischen System Russlands auseinandersetzte.
Ab 1769 beschäftigte er sich mit der Herkunft der Russen, er war Anhänger der normannischen Theorie, nach der das Volk der Rus normannischer Abstammung war. Als Ergebnis seiner Forschungen erschien 1785 die Schrift Dissertation sur les anciens russes.
Anlässlich der Feierlichkeiten zum Friedensschluss im Russisch-Türkischen Krieg wurde er 1775 zum Staatsrat ernannt.